# Dioscorea retusa
Dioscorea retusa là một loài thực vật có hoa trong họ Dioscoreaceae. Loài này được Mast. mô tả khoa học đầu tiên năm 1870.